# 釜石仙人峠インターチェンジ
釜石仙人峠インターチェンジ（かまいしせんにんとうげインターチェンジ）は、岩手県釜石市甲子町にある釜石自動車道（仙人峠道路 / 釜石道路）のインターチェンジである。

## 歴史
- 2007年（平成19年）3月18日 : 仙人峠道路 遠野住田IC - 当IC間開通に伴い、供用開始。
- 2019年（平成31年）
  - 2月8日 : IC名称が「釜石西IC（仮称）」から「釜石仙人峠IC」に正式決定[1]。
  - 3月9日 : 当IC - 釜石JCT間開通[1]。

## 道路
- E46 釜石自動車道（仙人峠道路 / 釜石道路・8番）

## 接続する道路
- 国道283号

## 周辺
- 甲子川
- 東日本旅客鉄道（JR東日本）釜石線 洞泉駅、松倉駅
- 道の駅釜石仙人峠
- イオンタウン釜石

## 隣
E46 釜石自動車道（仙人峠道路 / 釜石道路）
(7) 滝観洞IC - (8) 釜石仙人峠IC - (40) 釜石JCT